# Petr Gřegořek
Petr Gřegořek (* 25. května 1978 Český Těšín) je bývalý český hokejový obránce.

## Hráčská kariéra
Petr Gřegořek zahájil svou extraligovou kariéru v roce 1997 v týmu HC Vítkovice Steel, hrál postupně za HC Oceláři Třinec a HC Vsetín. Nejvíce extraligových zápasů odehrál za České Budějovice, kde působil od roku 2005 do roku 2010. Zúčastnil se MS 2010 kde bral český tým zlaté medaile.
V sezóně 2019/20 měl působit jako hrající trenér týmu HC Milevsko 2010, ale po nepříliš povedené přípravě (4 prohry), ve které dokonce Gřegořek fyzicky napadl sudí a po prvním mistrovském utkání, při kterém zfauloval brankáře soupeře a obdržel již druhý trest ve hře během dvou utkaní, s ním tým přerušil oficiální spolupráci. Tím prozatím skončila jeho hráčská i trenérská kariéra.
- 1995-1996 HC Slezan Opava
- 1996-1997 HC Vítkovice Steel
- 1997-1998 HC Železárny Třínec
- 1998-1999 HC Železárny Třinec
- 1999-2000 HC Oceláři Třinec
- 2000-2001 HC Oceláři Třinec
- 2001-2002 HC Oceláři Třinec
- 2002-2003 HC Mountfield České Budějovice, Bílí Tygři Liberec , HC Oceláři Třinec
- 2003-2004 Molot Perm (Rusko)
- 2004-2005 HC Vsetín , HC Mountfield České Budějovice (1 liga)
- 2005-2006 HC Mountfield České Budějovice
- 2006-2007 HC Mountfield České Budějovice
- 2007-2008 HC Mountfield České Budějovice
- 2008-2009 HC Mountfield České Budějovice
- 2009-2010 HC Mountfield České Budějovice
- 2010-2011 HC Energie Karlovy Vary
- 2011-2012 HC Energie Karlovy Vary
- 2012-2013 HC Energie Karlovy Vary, HC Sparta Praha
- 2013-2014 HC Sparta Praha,Bílí Tygři Liberec
- 2014-2015 Bílí Tygři Liberec
- 2018-2019 HC Milevsko 2010
- 2019-2020 HC Milevsko 2010

## Reprezentace
V roce 2010 byl nominován na Mistrovství světa v Německu. Premiéru na mistrovství světa si odbyl v zápase s Francií, v němž dal i 1. gól své kariéry v českém reprezentačním dresu.
| Rok                       | Tým                       | Soutěž                    | Z | G | A | B | TM |
| ------------------------- | ------------------------- | ------------------------- | - | - | - | - | -- |
| 2010                      | Česko                     | MS                        | 9 | 1 | 0 | 1 | 4  |
| Seniorská kariéra celkově | Seniorská kariéra celkově | Seniorská kariéra celkově | 9 | 1 | 0 | 1 | 4  |